# Fransk altan
Fransk altan er en indadgående dør mod det fri i en bygning i mindst første sals højde. Den er halvt dækket af et gelænder. 
Bygningsmæssigt svarer det til udgangen til en altan, afskærmet af et gelænder for at hindre nedstyrtning.
| Byggeri og bygningsdele | Spire Denne artikel om byggeri og bygningsdele er en spire som bør udbygges. Du er velkommen til at hjælpe Wikipedia ved at udvide den. |